# Krokowo (Kozłowo)
Krokowo (deutsch Krokau) ist ein Dorf in der polnischen Woiwodschaft Ermland-Masuren. Es gehört zur Gmina Kozłowo (Landgemeinde Groß Koslau, 1938 bis 1945 Großkosel) im Powiat Nidzicki (Kreis Neidenburg).

## Geographische Lage
Krokowo liegt im Südwesten der Woiwodschaft Ermland-Masuren, 13 Kilometer südlich der Kreisstadt Nidzica (deutsch Neidenburg).

## Geschichte

### Ortsgeschichte
Krokoba wurde im Jahre 1411 erstmals erwähnt. Krokau  wurde Amtsdorf und damit namensgebend für einen Amtsbezirk im Kreis Neidenburg innerhalb des Regierungsbezirks Königsberg (ab 1905: Regierungsbezirk Allenstein) in der preußischen Provinz Ostpreußen.
310 Einwohner zählte die Landgemeinde Krokau im Jahre 1910. Die Zahl belief sich 1933 auf 308 und 1939 ebenfalls auf 308.
In Kriegsfolge wurde 1945 das gesamte südliche Ostpreußen an Polen überstellt. Krokau erhielt die polnische Namensform „Krokowo“ und ist als Sitz eines  Schulzenamts (polnisch Sołectwo) eine Ortschaft im Verbund der Gmina Kozłowo (Landgemeinde Groß Koslau, 1938 bis 1945 Großkosel) im Powiat Nidzicki (Kreis Neidenburg), bis 1998 der Woiwodschaft Olsztyn, seither der Woiwodschaft Ermland-Masuren zugehörig. Im Jahre 2011 zählte Krokowo 132 Einwohner.

### Amtsbezirk Krokau (bis 1945)
Zum Amtsbezirk Krokau gehörten bis 1945:
| Deutscher Name | Geänderter Name 1938 bis 1945 | Polnischer Name | Anmerkungen                    |
| -------------- | ----------------------------- | --------------- | ------------------------------ |
| Bartkenguth*)  |                               | Bartki          |                                |
| Gorrau*)       | Gorau                         | Górowo          |                                |
| Grabowo        | Hasenheide                    | Grabowo Leśne   | bis 1920: Amtsbezirk Bialutten |
| Krokau         |                               | Krokowo         | bis 1920: Amtsbezirk Bialutten |
| Napierken      | Wetzhausen (Ostpr.)           | Napierki        | bis 1920: Amtsbezirk Bialutten |
| Powiersen*)    | Waldbeek                      | Powierz         |                                |
| Skudayen*)     |                               | Szkudaj         |                                |
| Wolla          | Grenzdamm                     | Wola            | bis 1920: Amtsbezirk Bialutten |

## Kirche
Vor 1945 war Krokau in die Evangelische Kirche Bialutten, dann in die evangelische Kirche Scharnau (polnisch Sarnowo) in der Kirchenprovinz Ostpreußen deer Kirche der Altpreußischen Union, außerdem in die römisch-katholische Kirche Bialutten, dann in die katholische Kirche Napierken (Napierki) im Bistum Ermland eingepfarrt. Heute gehört das Dorf zur evangelischen Heilig-Kreuz-Kirche Nidzica in der Diözese Masuren der Evangelisch-Augsburgischen Kirche in Polen sowie zur katholischen Kirche in Napierki im Erzbistum Ermland.

## Verkehr
Krokowo liegt verkehrsgünstige westlich der Schnellstraße 7 (Danzig–Warschau) und ist über die Anschlussstellen Powierz (Powiersen, 1938 bis 1945 Waldbeek) und Napierki (Napierken, 1938 bis 1945 Wetzhausen (Ostpr.)) zu erreichen. Außerdem gibt es drei Verbindungsstraßen in die unmittelbare Nachbarregion. Eine Anbindung an den Bahnverkehr besteht nicht.